# Медвежатник (фильм)
«Медвежа́тник» (англ. The Score) — фильм режиссёра Фрэнка Оза. Психологическая драма с криминальным сюжетом. Фильм снят в 2001 году в США. В главных ролях снимались Роберт Де Ниро, Эдвард Нортон и Марлон Брандо. Последняя роль Марлона Брандо.

## Сюжет
Действие происходит в Монреале (Канада) в наши дни. Ник Уэллс (Де Ниро) — владелец популярного джаз-клуба, одновременно с этим — профессиональный взломщик сейфов («медвежатник»).
Ник хочет порвать с криминальным прошлым, но его старый партнёр по нелегальному бизнесу Макс (Брандо) уговаривает его приступить к подготовке нового преступления. Идея планируемой кражи принадлежит третьему участнику — молодому и амбициозному Джеку Теллеру (Нортон). Сначала Ник отказывается: он до этого никогда не работал в родном городе и с партнерами, которых выбрал не он сам. После Ник, нехотя, соглашается, оговорив свою долю больше обычного процента. 
Целью злоумышленников является скипетр французской королевской династии Бурбонов. Раритет был ввезён в Канаду нелегально в ножке рояля, случайно обнаружен и помещён в сейф в хранилище таможенного управления. Основную информацию о месте хранения скипетра и организации охраны предоставил Джек Теллер. Симулируя врождённые недостатки психического и физического развития, он устраивается на работу уборщиком в таможенное управление, что позволяет ему проникать практически в любые помещения. Инженерные коды системы безопасности предоставляет знакомый хакер Ника. Сейф, в котором хранится скипетр, поначалу представляется неприступным. Однако Ник придумывает нестандартный способ вскрыть его: наполнить через небольшое отверстие водой и затем взломать изнутри гидродинамическим ударом, инициированным взрывным устройством.
Взаимоотношения Уэллса и Теллера складываются сложно, и они терпят друг друга только по причине общего дела. В последний момент выясняется, что в здании таможни установили новую систему видеонаблюдения и скоро собираются переместить скипетр в более надёжное место. Соучастники вынуждены начинать раньше времени. Ник, проникает в здание через канализацию. Преодолев все системы охраны, взломав сейф, похищает скипетр. Когда Ник должен был, также через канализацию, вернуться назад, его останавливает Теллер и, угрожая пистолетом, отбирает у Уэллса футляр с похищенным. Каждый самостоятельно покидает место преступления и скрывается от полиции.
Окрылённый Джек Теллер бегом мчится к междугородней автобусной станции Монреаля. За спиной рядом с рюкзаком — сумка, трубчатый чехол с бесценной добычей. Джек звонит обманутому партнёру и с издёвкой предлагает смириться с утратой богатства, которое теперь у него, и всё позабыть. Ник в ответ спокойно спрашивает, а что там у него. Ошеломлённый этими словами, Джек вдруг осознаёт, что до сих пор так и не удосужился  взглянуть на скипетр, и судорожно отстёгивает верхний клапан на отнятой у Ника сумке. Там — старый привод автомобильного колеса, повторяющий своей формой похищенный его бывшим партнёром скипетр. Опытный преступник просчитал всё, а Джека уже разыскивает по служебной фотографии вся канадская полиция.

## В ролях
| Актёр          | Роль                |
| -------------- | ------------------- |
| Роберт Де Ниро | Ник Уэллс           |
| Эдвард Нортон  | Джек Теллер         |
| Марлон Брандо  | Макс                |
| Анджела Бассет | Диана, невеста Ника |
| Гари Фармер    | Берт                |

## Критика
На агрегаторе рецензий Rotten Tomatoes рейтинг «свежести» составляет 73 % на основе 127 обзоров со средней оценкой 6,5 из 10. Критический консенсус веб-сайта гласит: «Хотя фильм идет знакомой дорогой по жанру ограбления и аферы, Де Ниро, Нортон и Брандо делают его достойным просмотра». 
Роджер Эберт из Chicago Sun-Times присвоил 3,5 звезды, назвав его «лучшим фильмом об ограблениях за последние годы». 
Питер Трэверс, кинокритик журнала Rolling Stone, в негативном обзоре сказал: «К сожалению, любая телефонная книга может предложить больше впечатлений». 

## Награды
Из всевозможных кинематографических наград фильм упоминается только в связи с вручением Анджеле Бассет приза «Annual N.A.A.C.P. Image Awards» за лучшую женскую роль. Награда вручается только афроамериканцам и представителям национальных меньшинств США за достижения в кино и на телевидении.

## Дополнительная информация
- В процессе съёмок Брандо часто был не согласен с режиссёром, его споры, а потом и отношения с Фрэнком Озом достигали высокого накала. Марлон Брандо называл режиссёра «Мисс Пигги» (англ. Miss Piggy), так как Фрэнк Оз начинал свою творческую карьеру кукловодом и озвучивал, в том числе, этого известного кукольного персонажа[7]. Этот фильм стал последним в жизни Марлона Брандо. Он умер в 2004 году в возрасте 80 лет.

- Марлон Брандо и Роберт Де Ниро — два маститых американских актёра — впервые появляются на экране вместе, хотя ранее играли одного и того же персонажа — Вито Корлеоне в фильмах «Крёстный отец» и «Крёстный отец 2» (соответственно). За исполнение роли главы преступного клана в разные периоды его жизни оба получили премию «Оскар».

- Кинокритик Питер Трэверс в статье журнала Rolling Stone достаточно зло отозвался о фильме[8].

Возьмите команду из двух Донов Корлеоне…, добавьте малыша Нортона…, и получите тот тип фильма, о котором любой воскликнет:
— Я заплачу даже за то, чтобы посмотреть, как эти парни читают телефонный справочник!
Но в этом фильме не на что смотреть, включая сюрприз в финале! Короче, кто-то так и получил только чтение телефонного справочника!
Однако среди критиков были и более ровные, и даже благосклонные отзывы.